# Лондонски синдром
Лондонски синдром настао је 5. маја 1980. године, када је група терориста ушла у амбасаду Ирана у Лондону, узела 26 талаца и тражила од власти Ирана да се ослободе њихови саборци у терористичким акцијама и да се смени тадашњи ирански политички вођа Рухолах Хомеини. Један од талаца, ирански дипломата, није се мирио са ситуацијом и отмичари су га ликвидирали.
Главна карактеристика Лондонског синдрома је да талац не схвата ризик и озбиљност ситуације у којој се налази, одбија сваку врсту сарадње, што иритира терористе. Да не би утицали на остале, такви таоци буду ликвидирани. Карактеристика овог синдрома је и панична реакција која доводи до смрти једног или више талаца.
Насупрот Лондонском синдрому, ситуације у којима долази до зближавања отмичара и талаца називају се Стокхолмски синдром.